# دهستان خورش رستم شمالی
دهستان خورش رستم شمالی نام دهستانی در بخش خورش رستم شهرستان خلخال، استان اردبیل در ایران است. براساس سرشماری مرکز آمار ایران در سال ۱۳۸۵، جمعیت آن ۴۲۸۴ نفر (۱۲۰۱ خانوار) بوده‌است.